# حلیمه سلطان
حلیمه سلطان ، ( زاده ۱۵۷۱ آبخازیا - درگذشته ۱۶۲۴ استانبول ) همسر محمد سوم و هم‌چنین والده سلطان و نایب‌السلطنه پسرش مصطفی یکم بود. سیاست‌های دربار عثمانی در سال‌های ۱۶۱۷ تا ۱۶۱۸، ۱۶۲۲ تا ۱۶۲۳ توسط او تعیین می‌شد. حلیمه اولین زنی در تاریخ عثمانی بود که مقام نایب‌السلطنه را کسب کرد و توانست به یکی از زنان قدرتمند در امپراتوری عثمانی و دوران سلطنت زنان تبدیل شود ؛ زمانی که کوسم  سلطان و صفیه سلطان زنده بودند.

## همسر سلطان
حلیمه سلطان دارای اصالتی آبخازی بود و بعدا وارد حرم‌ سرای محمد سوم در مانیسا شد. او در سال ۱۵۸۶ شاهزاده محمود را به دنیا آورد. حلیمه در سال ۱۵۹۵ زمانی که همسرش به سلطنت رسید او همراه با فرزندانش به استانبول رفت. او بعداً در سال ۱۶۰۰ شاهزاده مصطفی را به دنیا آورد.
در سال ۱۵۹۷ شاهزاده سلیم فوت شد و محمود به‌ عنوان پسر ارشد سلطان ولیعهد سلطنت شد و قدرت حلیمه سلطان افزایش یافت. وی با مادر شوهرش صفیه سلطان رابطه خوبی نداشت به همین دلیل در سال ۱۶۰۳ شاهزاده محمود با دسیسه‌های صفیه اعدام شد و حلیمه به قصر قدیمی تبعید شد.
محمد سوم در ۲۰ دسامبر ۱۶۰۳ درگذشت و احمد یکم جانشین پدرش شد. وی بر خلاف سلاطین پیشین دستور اعدام برادرش مصطفی را صادر نکرد و اجازه داد او همراه با مادر و مادربزرگش در قصر قدیمی زندگی کند.

## والده سلطان
احمد یکم در ۲۲ نوامبر ۱۶۱۷ فوت شد و مصطفی یکم که در آن زمان ۱۶ یا ۱۷ سال داشت با کمک ماه‌پیکر سلطان به‌سلطنت رسید و حلیمه مقام والده سلطان را کسب کرد، او که از همان ابتدا مشکل جوانی و روحی فرزندش را می دانست قدرت بزرگی را در اداره امپراتوری عثمانی اعمال کرد. وی در زمان سلطنت پسرش روزانه ۳۰۰۰ آسپر دریافت می‌کرد. خیلی زود به دلیل جوان بودن و مشکلات روانی که مصطفی از آن رنج می‌برد ، دولت را سریع آشفته کرد و حلیمه سلطان به عنوان نایب السلطنه پسر جوان و دیوانه ی خود تبدیل شد و حکومت را اداره می‌کرد و قره داوود پاشا متحد او بود.
مصطفی بعد از سه ماه و چهار روز از سلطنت خلع شد و برادرزاده‌اش عثمان دوم به‌سلطنت رسید و حلیمه سلطان دوباره به کاخ قدیمی رفت. حلیمه در زمان سلطنت عثمان روزانه ۲۰۰۰ آسپر دریافت می‌کرد. به دلیل نبودن زن قدرتمندی در حرم عثمان و مرگ مادرش در سال ۱۶۲۰ حلیمه نفوذی تا حدی زیاد بر حرم‌ سرای توپقاپی و از طریق متحدانش در سیاست دربار در اداره امور داشت. وی در برکناری و ترور عثمان در سال ۱۶۲۲ نقش اساسی داشت. وی با سرداران ینی‌چری ملاقات داشت و آن‌ها را به‌شورش تشویق کرد در نهایت ینی‌چری‌ها از حلیمه حمایت کردند و عثمان را از سلطنت خلع کردند و به اعدام رساندند.
پس از ترور عثمان ، مصطفی دوباره به سلطنت رسید ولی بخاطر بدتر شدن بیماری شدید روحی سلطان ، حلیمه سلطان با کمک قره داوود پاشا حکومت عثمانی را شخصاً اداره می‌کرد. اما در سال ۱۶۲۳ آبازه محمد پاشا خواستار انتقام عثمان شد و از سمت ارزروم به سمت استانبول لشکرکشی کرد. حلیمه دستور اعدام داماد خود وزیر اعظم قره داوود پاشا را صادر کرد اما فایده‌ای نداشت و در نهایت علمای مذهبی ، پاشاهای دیوان و افسران عالی رتبه سپاهی و سرداران ینی‌چری سرسختانه خواستار برکناری مصطفی شدند و در این میان مردم نیز به شورش برخاستند. وی به این شرط که جان پسرش حفظ شود رضایت خود را اعلام کرد.

## مرگ
بعد از خلع مصطفی، مراد چهارم فرزند احمد یکم و کوسم سلطان به سلطنت رسید. حلیمه سلطان همراه با دخترش باقی عمر را در قصر قدیم سپری کرد و پس از مرگ در ایا صوفیه دفن شد.

## فرزندان
حلیمه سلطان همراه با محمد سوم سه فرزند داشت.
- شاهزاده محمود، (تولد ۱۵۸۷ مانیسا – اعدام ۷ ژوئن ۱۶۰۳ استانبول در مقبره شاهزاده محمد در مسجد شاهزاده دفن شد)
- مصطفی یکم، (تولد ۲۴ ژوئن ۱۶۰۰ استانبول – مرگ ۲۰ ژانویه ۱۶۳۹ استانبول، در مسجد ایا صوفیا دفن شد) او پانزدهمین سلطان امپراتوری عثمانی بود.
- دلربا سلطان (تولد ۱۵۹۲ مانیسا – مرگ ۱۶۲۸ استانبول) در سال ۱۶۰۵ با داماد کارا داوود پاشا ازدواج کرد.